# Csúcsmodellek
A Csúcsmodellek (Top Gear) a BBC televízió BAFTA és Emmy-díj nyertes sorozata járművekről, elsősorban autókról. 1977-ben kezdődött egy hagyományos autós magazinként, majd a 2001-es leállítást követően 2002-ben indították újra más műsorvezetőkkel, humoros stílusban. A műsort sokáig Jeremy Clarkson, Richard Hammond és James May vezette, valamint The Stig, anonim tesztpilóta. A 23. évadban Chris Evans, Matt LeBlanc, Rory Reid, Sabine Schmitz, Chris Harris és Eddie Jordan a műsorvezetők, ami inkább már csak egy gyengébb utánzat. A műsort becslések szerint 350 millió néző nézi világszerte. A műsor a kritikák mellett rengeteg elismerést kapott az autók bemutatásának ötletességét illetően.
A bemutató epizód a BBC Two-n került először adásba az Egyesült Királyságban. A Top Geart több tévécsatorna is sugározza, mint például a BBC America, a BBC Kanada, az RTÉ Two Írország, a Channel 9 és a GO! Ausztráliában, a VIASAT 3, és a VIASAT 6 ill. a Discovery Channel Magyarországon, a Prime TV Új-Zélandon, valamint számos további televízióadó világszerte. A show népszerűsége 3 nemzetközi változat létrehozásához vezetett Ausztráliában, Oroszországban és Amerikában. Az ausztrál epizódok premierje 2008. szeptember 29-én volt látható az NBC-n.

## Történet
Jeremy Clarkson, aki vezetése alatt az eredeti Top gear show 1990-ben  érte el a csúcsát, valamint a show producere, Andy Wilman sikeresen indították útjára az új formátumú Top Gear-t a BBC-n a régi változat 2001-es befejezését követően. Az új sorozat első adását 2002-ben vették fel a Dunsfold Repülőtér (Dunsfold Aerodrome) és üzleti parkban (Waverley, Surrey). Az új helyszínhez egy a Lotus mérnökei által megálmodott pálya, valamint repülőgépkifutók tartoznak. A műsor magját pedig közönség előtt veszik fel egy repülőgéphangárban, a pálya mellett.

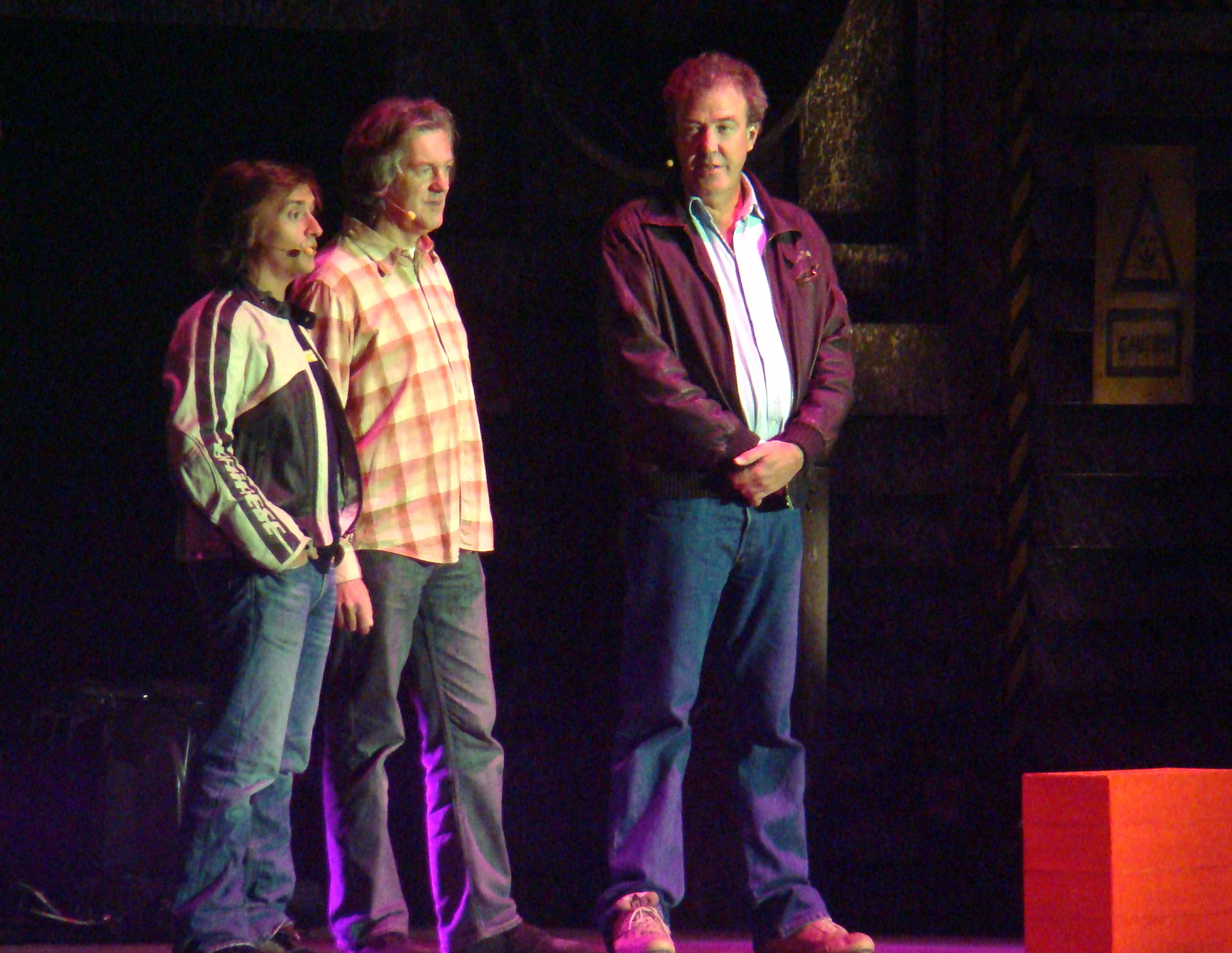
A Top gear műsorvezetői – 2008

Az új sorozatformátum magában foglal egy sor jelentős változást a régi show-hoz képest. A műsoridőt fél órásról egyórásra emelték, valamint két új műsorvezetőt ismerhetett meg a közönség Richard Hammond és Jason Dawe személyében, ez utóbbit James May váltotta az első évad után, aki szintén az eredeti Top gear műsorvezetője volt. A show kapott egy arctalan és névtelen, különös zenei ízléssel megáldott versenyzőt, „a Stig”-et, aki a bemutatott autókat teszteli a versenypályán. Új műsorelemek is helyet kaptak, mint a „Sztár a megfizethető autóban”, a „Dicsőségfal”, a „hírek” és persze a versenyek, melyek mellett a műsor készítőinek rendszeres örömforrása lakókocsik megsemmisítése.
2006 elején a BBC úgy tervezte, hogy elköltöznek Dunsfoldból Enstone-ba (Oxfordshire) a 8. évad leforgatásához, azonban ez meghiúsult, mert a Nyugat Oxfordshire-i tanács a zaj és légszennyezés miatt ezt nem engedélyezte. A forgatás májusban folytatódott Dunsfoldban, ahol egy átalakított stúdióban rögzítették a felvételeket és új autó, egy Chevrolet Lacetti került a „Sztár egy megfizethető árú autóban” című műsorrészbe. Ekkor került Hammond segítségével egy kutya a műsorba, akit „Top Gear kutyának” neveztek el (később csak egyszerűen TeeGee-nek hívják) és több részben is látható.
2006. szeptember 20-án Richard Hammond súlyosan megsérült, amikor az angol sebességrekordot szerette volna megdönteni egy Thula Vampire nevű sugárhajtóműves dragsterautóval. A BBC határozatlan időre felfüggesztette a Top Gear vetítéseit, és bejelentette, hogy a forgatással várnak, amíg Hammond felépül. A forgatás 2006. október 5-én folytatódott. A kilencedik évad 2007. január 28-án indult útjára már Hammonddal. A sorozat kilencedik évada iránt nagyobb volt az érdeklődés, mint az akkor futó „Celebrity Big Brother”-nek, és a sorozat utolsó részét már 8 millió néző követte figyelemmel.
Készültek speciális epizódok is, mint a Top Gear Polár speciál, amelyet 2007. július 25-én sugároztak az Egyesült Királyságban HD-ben. Ebben a részben a feladat az északi mágneses pólushoz való eljutás volt. James May és Jeremy Clarkson egy a „sarki módosítású” Toyota Hilux-szal utazott, míg Richard Hammond egy kutyaszánon. Mindhármuk utazását végigkövethetjük, Clarkson és May kísérletet tett, hogy elsők legyenek, akik elérték az 1996-os északi mágneses sarkot autóval, műholdas navigáció segítségével. 1996 óta az Északi-sark mágneses pólusa körülbelül 100 mérfölddel (160 km) mozdult el.
2007. szeptember 9-én a Top Gear részt vett a 2007-es Britcar 24 órás versenyen Silverstone-ban, ahol a házigazdák (beleértve Stiget is) egy dízel BMW 330d-ast vezettek a versenyen. Az autót olyan finomított biodízel hajtotta, mint amit az első sorozatban vizsgáltak. Csoportjukban 3., míg összetettben 39-ek lettek.
2008-ban indult útjára a Top Gear Live. A turné 2008. október 30-án indult a londoni Earls Court-ből Birminghamen és még legalább 15 más országon át világszerte.
2015-ben egy forgatási inzultus folyamán Clarksonnal a BBC szerződést bontott, majd két kollégája is távozott. (Később az Amazon Video-nál indítottak új műsort The Grand Tour címen). A sorozat új műsorvezetőket kapott és csökkent a nézettsége.

## Közvetítés
A Top Gear új részeinek premierje az Egyesült Királyságban vasárnap esténként 20 órakor látható a BBC Two csatornán, kivéve, ha sporteseményekkel kerül egyidőbe, ilyenkor 21 vagy 19 órakor kerül adásba. Ezek a részek egy óra hosszúságúak, reklámmegszakítás nélkül.
A sorozat korábbi részeit a Dave TV sugározza 46 perces vágott változatban, hogy beleférjenek a szokásos reklámok. 2007 közepe óta sugározzák az ismétléseket, majd októberben a csatorna már csak 3 hetes lemaradással követte az új epizódok megjelenését. Az itt sugárzott új részek is 46 perces változatok. A Top Gear sugárzása több országban is folyik mind a vágatlan, mind a vágott verzióval. Magyarországon a VIASAT 6 és a VIASAT 3 sugároz egy vágott, 54-58 perces változatot.
A BBC is sugároz egy szerkesztett Top Gear-változatot a nemzetközi BBC csatornákon. Ezek 30 perces vágott epizódok, ami miatt sok a hiányosság és a le nem zárt vagy félbemaradt téma.
A sorozat epizódjai a 7-8., illetve a 10-14. évadból is elérhetők az iTuneson. Ezek a részek megfelelnek a BBC Two teljes verzióinak (kivéve a 10. évadot, amely a BBC America adásait tartalmazza, melyekből akár 10 perc is hiányzik).
2009. szeptember 22-én a BBC megerősítette, hogy a jövőben a Top Gear epizódjait (a sorozat 14. évadától) nagy felbontásban, HD-ben készítik és a BBC HD csatornán lesznek megtekinthetők.
Ausztráliában a nézők nagy felháborodását váltotta ki, hogy a kedvenc sorozatuk 1 órás műsoridejét a műsorszolgáltatók képesek akár 20 perc reklámmal is megszakítani. Számos fórumon tiltakoztak ez ellen.

### Jótékonysági akciók
A Top Gear stábja 3 speciális részt is készített karitatív célokra.
Az első rész a Sztárok gyors autókban (Stars in Fast Cars) címet viselte. Hammond, May, és Clarkson mellett még 5 brit tévés személyiség versenyzett egymással. Vetítésére 2005. február 5-én került sor.
A második részt egy pénzgyűjtési akció, a 2007-es Red Nose keretein belül rendezték meg. Ez a rész a Top Gear of the Pops nevet viselte. Zenészekkel közösen folyt a gyűjtés, a megjelentek között volt többek között Lethal Bizzle, Travis, Supergrass, McFly, akik közösen írtak egy dalt, melyben szerepelniük kellett a "kanapé", a "közigazgatás" és a "Hyundai" szavaknak.
A harmadik rész a Top Ground Gear Force volt, melyet 2008. március 14-én sugároztak. Ebben a részben a műsorvezetők kísérletet tesznek mint "Alan Clarkmarsh", "Handy Hammond" és "Jamesy Dimmock May", hogy az olimpiai evezős Sir Steve Redgrave kertjét 1 nap alatt átrendezzék.

## Műsorrészek

### Versenyek
A műsorban időnként felbukkannak „hosszú távú versenyek” (vagy ahogy Clarkson hivatkozik rájuk „epikus futamok”). Ezekben Clarksonék az autóvezetés ellen más közlekedési alternatívákat versenyeztetnek. A kihívások alkalmával Hammondnak vagy Maynak kell más szállító eszközbe szállnia, mint például repülőre, vonatra vagy kompra.
A „kisversenyek” alkalmával az autók tudását és hiányosságait mérik fel egymás elleni versengésben.

### Kihívások
Ezek rövid, pár perces kisfilmek, melyek abszurd helyzetek bemutatására szolgálnak, ilyen például a „Hány motort tudunk átugratni egy busszal”, vagy az „Apáca a monster truckban”. Ezek közé a kihívások közé tartozik a 7., 10. és 11. évadban látott bejátszások, amelyekben egy névtelen kaszkadőr (a „Top Gear Stunt Man”) végez autós ugratásokat.
Az 5. évadtól kezdve vezették be a „Milyen nehéz lehet” típusú kihívásokat. Itt a műsorvezetők olyan kérdéseket feszegetnek, mint hogy milyen nehéz lehet Renault Escape-et építeni, vagy részt venni a Britcar 24 órás versenyén.
A 4. évadban vezették be, hogy a műsorvezetők kezükben egy bizonyos összeggel elmennek és előre meghatározott kritériumoknak megfelelő autót vesznek. A vásárlást követően verseny indul annak megállapítására, hogy melyikük vette a legjobb autót. A versenyek körülményeiről előzetesen senki nem tud semmit, bár általában hosszú távokon indulnak vele, hogy minél jobban mérhető legyen az üzemanyagtakarékosság és hogy értékelni lehessen az autók megbízhatóságát.

### Egy celeb egy megfizethető árú autóban
Clarkson minden részben interjút készít egy hírességgel. A sztárok mennek néhány kört a tesztpályán és a leggyorsabb kört levetítik, bemutatva persze a csúfos bukásokat is. A legjobb körök ideje felkerül egy tabellára. Az első 7 évad során a megfizethető árú autó egy Suzuki Liana volt. A Lianával Ellen MacArthur futotta a leggyorsabb köridőt (1:46.7).
A 8. évad elejétől a Lianát leváltotta egy Chevrolet Lacetti. A Lacetti erősebb lett mint a Liana, ezért úgy döntöttek, hogy tiszta lappal indulnak újra, ami miatt később számos híresség esélyt kapott, hogy újra vezethessen. Megváltozott a lebonyolítás is, minden hírességnek megengedett öt gyakorló kör, majd ezt követően mehetnek egy utolsó időmérő kört. Ez azt jelenti, hogy az időmérő körben vétett hiba nem javítható. A Chevrolet Lacettivel Jay Kay futotta a leggyorsabb kört (1:45,8).
A 15. évadtól egy Kia Cee'd a legújabb „elfogadható árú autó”, mellyel a hírességek versenyeznek.
A leggyorsabb időt a Kia Cee'd-del a műsor 18 évadának 2. adásában Matt LeBlanc állította fel 1:42,1-es idejével.
Számos baleset tarkította a köröket, mint például Michael Gambon az utolsó kanyarban 2 kerékre állította a Lianát, ekkor Clarkson átnevezte a kanyart Gambon kanyar-ra. David Soul eltörte a váltót az alap, majd a pót Lianában is.

#### Suzuki Liana idők
A műsor első 7 évadjában használt Suzuki Lianával elért 5 legjobb idő.

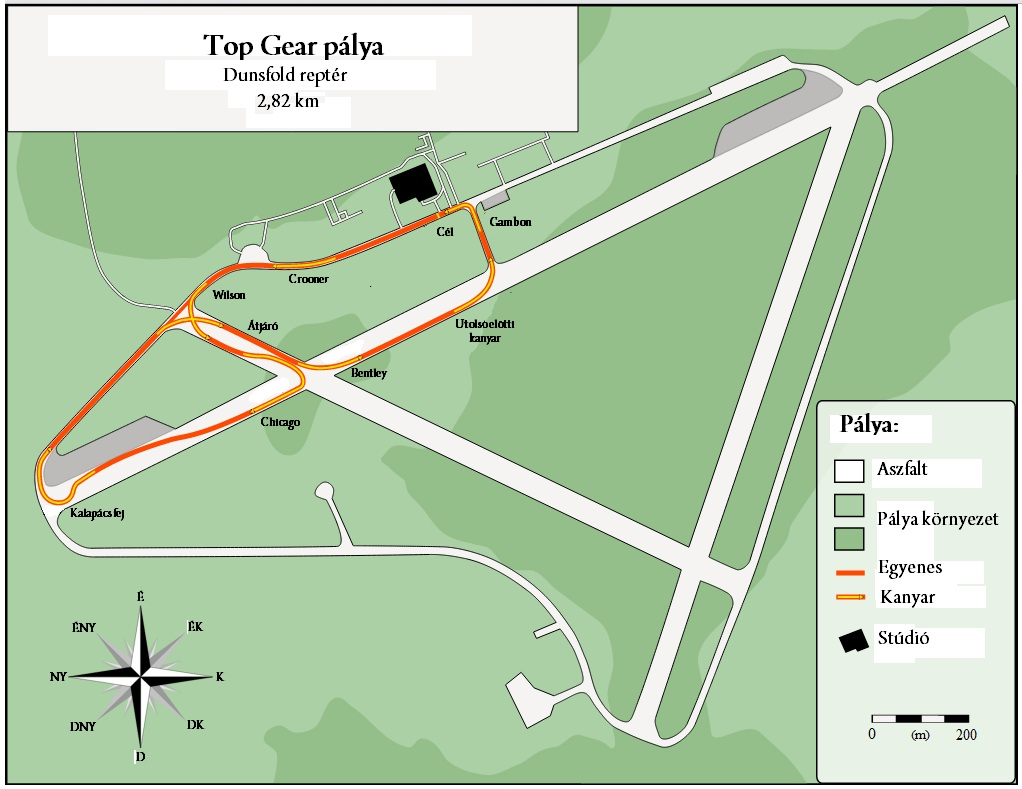
Top gear pályatérkép

| Vendég            | Idő    |
| ----------------- | ------ |
| Ellen MacArthur   | 1:46.7 |
| Jimmy Carr        | 1:46.9 |
| Simon Cowell      | 1:47   |
| Ronnie O'Sullivan | 1:47.3 |
| Ian Wright        | 1:47.8 |

#### Chevrolet Lacetti idők
A műsor 8. évadától a 14. évadig használt Chevrolet Lacettivel elért 5 legjobb idő.
| Vendég            | Idő     |
| ----------------- | ------- |
| Jay Kay           | 1:45.83 |
| Brian Johnson     | 1:45.85 |
| Kevin McCloud     | 1:45.87 |
| Simon Cowell      | 1:45.9  |
| Jennifer Saunders | 1:46.1  |

#### Kia C'eed idők
A műsor 15. évadától használt Kia C'eeddel elért 5 legjobb idő.
| Vendég             | Idő    |
| ------------------ | ------ |
| Matt LeBlanc       | 1:42.1 |
| Rowan Atkinson     | 1:42.2 |
| Michael Fassbender | 1:42.8 |
| John Bishop        | 1:42.8 |
| Ross Noble         | 1:43.5 |

#### F1-es pilóta idők
A jelenlegi vagy volt Forma 1-es pilóták legjobb elért időeredményei
| F1 pilóta          | Idő     |
| ------------------ | ------- |
| Lewis Hamilton     | 1:42.9  |
| Sebastian Vettel   | 1:44.0  |
| Rubens Barrichello | 1:44.3  |
| Nigel Mansell      | 1:44.6  |
| Jenson Button      | 1:44.7  |
| Damon Hill         | 1:46.3  |
| Mark Webber        | 1:47.52 |

### Leggyorsabb kör
A műsor ezen részén, Stig fut ki a tesztpályára , hogy felmérhesse a különböző autók teljesítményét.
Egy autó csak akkor kerülhet fel a leggyorsabb autók listájára, ha kereskedelmi forgalomban kapható, és megbirkózik a fekvőrendőrökkel.
Több olyan autót is kipróbáltak a tesztpályán ami nem felel meg ezeknek a kritériumoknak, ezért ezeket az autókat diszkvalifikálták. A leggyorsabb diszkvalifikált autó egy F1-es Renault , ami 0:59 másodperc alatt futott végig a pályán. Ugyancsak kizárták a Caparo T1t, a maga 1:10.6 másodpercével, valamint a Ferrari FXX-et, amely a slick gumik használata miatt nem kerülhetett fel a falra, az ideje 1:10.07.
A leggyorsabb autó, ami megfelelt a követelményeknek, az Ariel Atom V8-as, amely 1:15.1 másodperc alatt ment végig, megelőzve a második helyezett McLaren MP4-12C-t.

### Az év autója
A műsor története során, minden évben megválasztják, az általuk legjobbnak itélt autót, kikiáltva őt az év autójának.
| Év   | Autó                                           |
| ---- | ---------------------------------------------- |
| 2002 | Land Rover Range Rover                         |
| 2003 | Rolls-Royce Phantom                            |
| 2004 | Volkswagen Golf GTI                            |
| 2005 | Bugatti Veyron                                 |
| 2006 | Lamborghini Gallardo Spyder                    |
| 2007 | Ford Mondeo vagy Subaru Legacy Outback         |
| 2008 | Caterham Seven R500                            |
| 2009 | Lamborghini Gallardo LP550-2 Valentino Balboni |
| 2010 | Citroën DS3                                    |

### Az évtized autója
| Decade       | Car                     |
| ------------ | ----------------------- |
| 2000-es évek | Bugatti Veyron          |
| 1990-es évek | Ford Escort RS Cosworth |

## „A Stig”
A Stig (The Stig) a műsor hivatásos verseny-tesztpilótája, aki az egyes epizódokban bemutatott autókat teszi próbára. Csak versenyoverálban látható, kilétét a műsorban homály fedi. De például a YouTube-on is látható a teljes arca.

## Leggyorsabb körök
A Stig által futott köridők összesítéséből kialakul egy örök ranglista, amely folyamatosan kiegészül a műsorban bemutatott újabb modellekkel.

## Fordítás
- Ez a szócikk részben vagy egészben  a   Top Gear című angol Wikipédia-szócikk fordításán alapul.  Az eredeti cikk szerkesztőit annak laptörténete sorolja fel. Ez a jelzés csupán a megfogalmazás eredetét és a szerzői jogokat jelzi, nem szolgál a cikkben szereplő információk forrásmegjelöléseként.